# Carinaria japonica
Carinaria japonica is een slakkensoort uit de familie van de Carinariidae. De wetenschappelijke naam van de soort is voor het eerst geldig gepubliceerd in 1955 door Okutani.